# 卡尔德
卡尔德，是匈牙利沃什州所辖的一个村，总面积42.44平方公里，总人口1052，人口密度24.8人/平方公里（2010年1月1日）。